# Attidops cutleri
Attidops cutleri är en spindelart som beskrevs av Edwards 1999. Attidops cutleri ingår i släktet Attidops och familjen hoppspindlar. Inga underarter finns listade.